# Paušinci
Paušinci is een plaats in de gemeente Čačinci in de Kroatische provincie Virovitica-Podravina. De plaats telt 217 inwoners (2001).